# Virgin Am I
Virgin Am I (รักแรกกระแทกจิ้น) è un film thailandese del 2012 diretto da Anuchit Muanprom.
Fa da colonna sonora al lungometraggio il brano Rao Ruk Gun Yoo Mai, di Auttapon Prakopkong.

## Trama
Alcuni ragazzi, ormai adolescenti, hanno un solo scopo: perdere per la prima volta la verginità. Le vicende si snoderanno in tre diverse storie d'amore.